# Oswald de Andrade
Oswald de Andrade, de son vrai nom José Oswald de Souza Andrade, né le 11 janvier 1890 à São Paulo et mort le 22 octobre 1954 dans la même ville, est un poète, romancier, essayiste et dramaturge brésilien. 
Il est l'un des fondateurs du Modernisme brésilien et l'un des membres du Groupe des Cinq, groupe initiateur du mouvement moderniste au Brésil, aux côtés de l'écrivain, poète et critique Mário de Andrade, des peintres Anita Malfatti et Tarsila do Amaral, et du poète Menotti Del Picchia. Oswald de Andrade est plus particulièrement connu pour son Manifeste anthropophage publié en 1928, texte fondamental du mouvement anthropophage, sans nul doute le plus radical de toutes les propositions esthétiques ou idéologiques qui ont eu cours alors, mais qui ne saurait toutefois résumer son œuvre littéraire et les divers champs dans lesquels il prétendit intervenir dès avant et jusque bien après la décennie moderniste de 1920.
Parmi les plus actifs propagateurs des nouvelles idées lors du mouvement préparatoire de 1921-1922, il est l'un des promoteurs de la Semaine d'art moderne, festival de littérature, musique et arts plastiques qui a eu lieu en février 1922 au théâtre municipal de São Paulo. Il est considéré par la critique comme l'élément le plus rebelle et le plus scandaleux du groupe. 

## Biographie
Oswald de Andrade est le fils unique de José Oswald Nogueira de Andrade et d'Inês Henriqueta Inglês de Sousa Andrade. Il a passé la majeure partie de sa vie à São Paulo, sa ville natale et la plus grande ville du Brésil. Marié d'abord avec Patrícia Galvão, dite Pagu (de 1930 à 1935) dont il a eu un fils, puis avec Tarsila do Amaral, célèbre peintre brésilienne.

## Modernisme brésilien
Il fut l'un des plus importants parmi ceux qui introduisirent le modernisme au Brésil, et fut l'auteur de deux manifestes incontournables : le Manifesto da Poesia Pau Brasil et le Manifesto Antropófago. 
Il est indissociable de la figure de Mário de Andrade, car les deux auteurs ont travaillé de manière complémentaire dans l'introduction, la théorisation et l'expérimentation du mouvement moderniste, unis par une amitié profonde et de longue durée.
Peut-être moins profond et moins analytique, volontiers dilettante et iconoclaste, Oswald de Andrade fut beaucoup plus extraverti et provocateur que son collègue en modernisme. À cet égard, on a parfois considéré que, davantage que ses écrits, ce sont ses saillies polémiques et ses apparitions en public qui ont servi à donner un ton et une atmosphère à la décennie moderniste 1920.
Il a été un des intervenants lors de la Semaine d'art moderne en 1922. Cet événement a eu une fonction symbolique importante dans l'identité culturelle brésilienne. D'une part on célébrait le premier siècle d'indépendance politique du pays par rapport à son colonisateur, le Portugal, et d'autre part il était donc nécessaire de définir ce qu'était la culture brésilienne, ce que c'était que se sentir brésilien et quels étaient les modes propres d'expression. Au fond, on cherchait  ce que Herder a défini comme l'âme nationale (Volksgeist). Cette nécessité de définir l'esprit d'un peuple était contrebalancée, et sur ce point le modernisme brésilien va de pair avec les avant-gardes européennes du début du siècle, par une ouverture cosmopolite prononcée.
Il fut aussi l'une des personnalités les plus en vue parmi la communauté brésilienne de Paris, où il séjourna régulièrement dans les années 1920, avec sa compagne Tarsila do Amaral, le riche mécène Paulo Prado, le poète et critique bilingue Sérgio Milliet, entre autres. C'est dans la capitale française, en 1923, qu'il fit la connaissance, essentielle, de Blaise Cendrars, avant que celui-ci ne fasse son premier voyage au Brésil en 1924. Le recueil Pau Brasil, publié en 1925 aux éditions Au Sans Pareil, lui sera dédié, et entretient de fortes affinités esthétiques (et biographiques) avec lui.
Ses œuvres les plus fameuses restent aujourd'hui les poèmes de Pau Brasil (1925), les romans Memorias sentimentais de João Miramar (1924) et Serafim Ponte Grande (1933), outre ses deux manifestes de 1924 et 1928. Ses œuvres complètes sont actuellement éditées au Brésil par Globo, en une vingtaine de volumes.

## Œuvres

### En langue originale
- Os Condenados (1922)
- Memorias sentimentais de João Miramar (1924)
- Manifesto da Poesia Pau Brasil (1924)
- Pau Brasil (1925)
- Primeiro Caderno do aluno de poesia Oswald de Andrade (1927)
- Estrela de absinto (1927)
- Manifesto Antropófago (1928)
- Serafim Ponte Grande (1933)
- Meu Testamento (1944)
- Poesias Reunidas O. Andrade (1945)
- A Arcádia e a Inconfidência (1945))
- A Crise da Filosofia Messiânica (1950)
- Um Aspecto Antropofágico da Cultura Brasileira: O Homem Cordial (1950)
- A Marcha das Utopias (1953)

### En français
- Anthropophagies, traduit par Jacques Thiériot, Paris, Flammarion, coll. « Barroco », 1982 (réunit Mémoires sentimentaux de Janot Miramar, Séraphin Grand-Pont, Manifeste de la poésie Bois Brésil, Manifeste Anthropophage et autres textes anthropophages)
- Bois Brésil : poésie et manifeste, éd. bilingue, traduit, préfacé et annoté par Antoine Chareyre, Paris, La Différence, 2010, 398 p. [trad. intégrale et 1re éd. critique du recueil de 1925, avec la préface originale de Paulo Prado et les illustrations de Tarsila do Amaral, augmentée d'une nouvelle version française du manifeste de 1924 ; préface p. 11-59 ; notes p. 277-376 ; bibliographie p. 377-396]
- O. de Andrade/ Suely Rolnik, Manifeste anthropophage/ Anthropophagie zombie, Blackjack éditions, coll. « Pile ou Face », 2011
- Anthropophagie, crise, utopies [Manifeste anthropophage, La crise de la philosophie messianique et La marche des utopies], présentation et traduction Eduardo Jorge de Oliveira, L'extrême contemporain, 2025.